# 南海有轨电车1号线

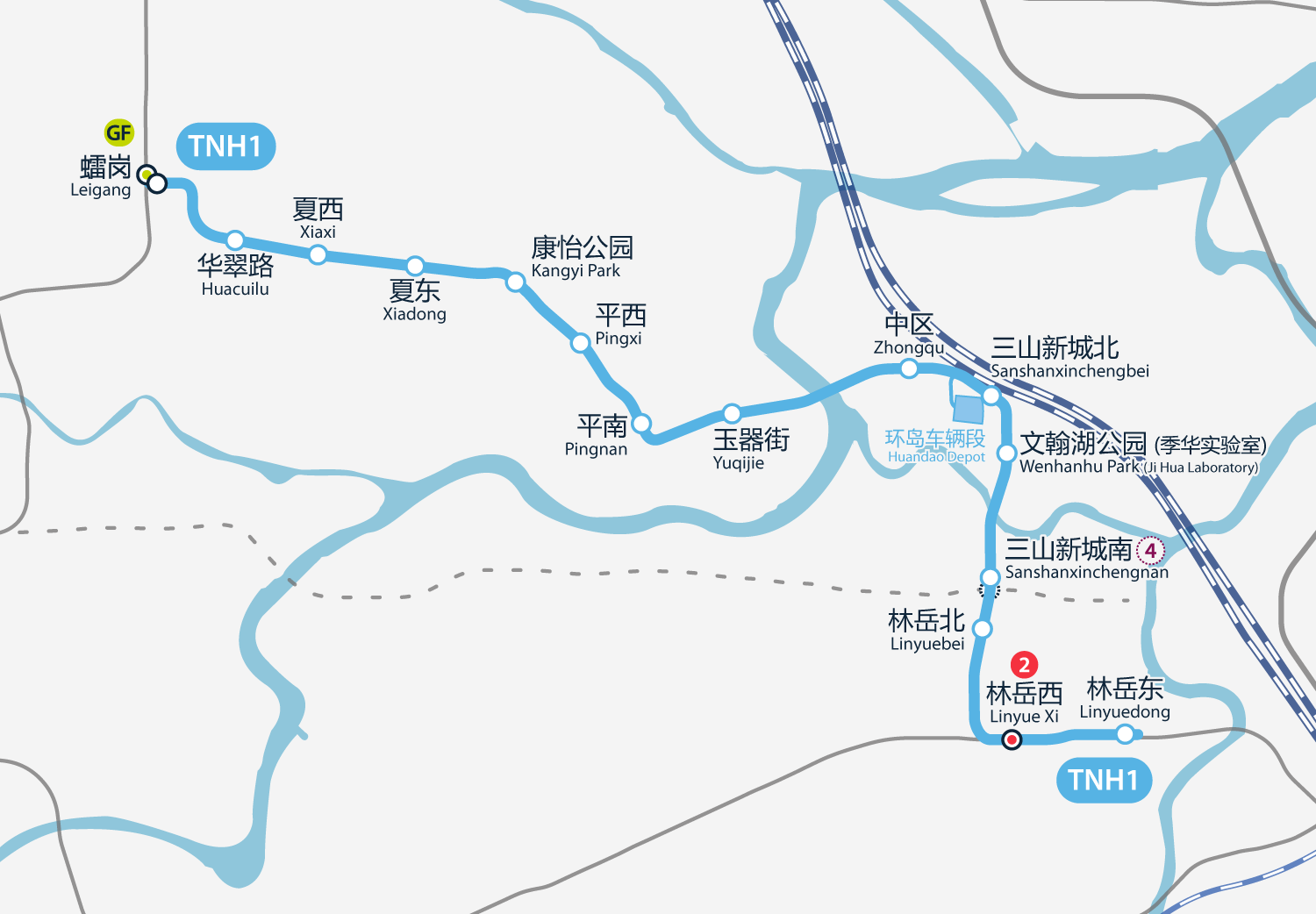
南海有轨电车1号线線路圖，按真實走向比例繪畫

南海有轨电车1号线（工程名称：佛山市南海区新型公共交通系统试验段，简称：南海新交通），简称“南一线”，位于中国广东省佛山市南海区桂城街道，是一个拥有全独立路权的有轨电车系统。代表色為淺藍色。
该线首通段于2021年8月18日开通，是继高明有轨电车后佛山市开通的第二条有轨电车线路；后通段于2022年11月29日开通。

## 概况

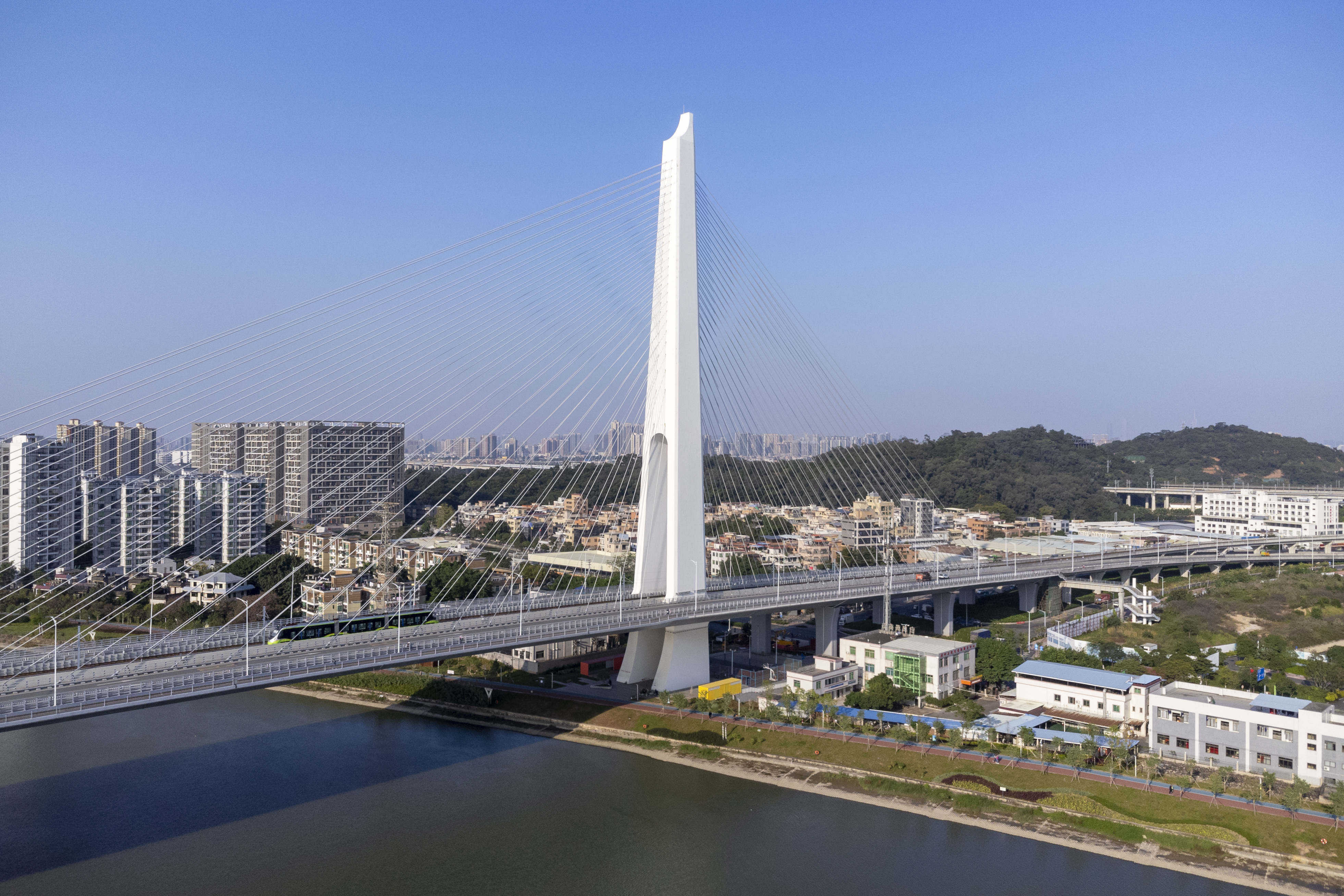
一列电车驶经平洲大桥

南海有轨电车1号线起始于𧒽崗站，以地下隧道方式自夏平路出站后转入宝翠北路再转入佛平路，沿途下穿佛山一环高架桥、平面辅道、聚元路、石龙南路后，线路转入公园路，并从隧道转为至地面，自康怡公园站之后开始转为到高架于佛平路上空。沿途经过桂平东路口、永安路口，直到平洲一中对出位置，线路往东转入拟扩建的平东大道，与平东大道并排，经新建的平洲大桥横渡东平水道后，以独立高架桥方式沿长江路延展，跨过广珠西线高速后，与京广高速铁路、贵广客运专线、南广铁路高架桥并行，随后绕过环岛车辆段后进入泰山路。随后跨过環島南路，经公轨合建的泰山路橹尾橇水道桥，随后以地面方式沿泰山路南下设林岳北站，随后在靠近佛山地铁2号线高架桥附近处线路爬升回高架并转为东，随后沿佛山地铁2号线及林岳大道平行，至本线终点站林岳东站。本线也是目前广佛线网中，其中一条首末站均采用站前折返的线路。
该线可与广佛线、佛山地铁2号线、4号线和11号线换乘，未来规划延伸至广州南站，使南海区能进一步推动广佛都市圈的无缝衔接。

## 历史

### 规划
2010年11月，时任南海区委书记邓伟根首次提出南海建设“新交通系统”的设想。次年1月，南海当局公布以桂城为中心、覆盖各镇街的“南海区新型公共交通系统”规划。
规划发布后，当局计划先行建设全长约17.3公里、连接桂城和广州南站的一号线。该线后分为两段开展工作：桂城至三山枢纽（即林岳东站）段和三山枢纽至广州南站段。其中，三山枢纽至广州南站段实为佛山地铁2号线区间，因当时佛山地铁规划未获批，当局预计2号线建设时序较后，故计划先行将新交通通往广州南站，待2号线建成后回归该线运营。2011年6月，南海新交通试验段的两段分别开始第一次环评公示，方案共设16座车站，采用低地板新型有轨电车。
2011年7月，桂城至三山枢纽段可行性研究报告通过专家评审，线路环评报告亦获批复。此后，该线路方案多次调整：平东大道段由高架调整为地面，聚元路至康怡公园区间由高架改为地下，平东站和新石路站合并为玉器街站等；为避免施工时交通拥堵影响南海来往广州南站的通道，同时配合三山新城开发，大坊至林岳东段由沿港口路改为沿泰山路行走；因2号线已在2012年获批建设，无需由新交通工程先行代建，故终点站由广州南站缩至林岳西站与2号线交汇。
2019年，南海当局重启新交通东延至广州南站的研究；至2020年末决定先行东延至林岳东站。2021年再于三山新城北站及三山新城南站之间增设文翰湖站（现名文翰湖公园（季华实验室）站）。

### 建设

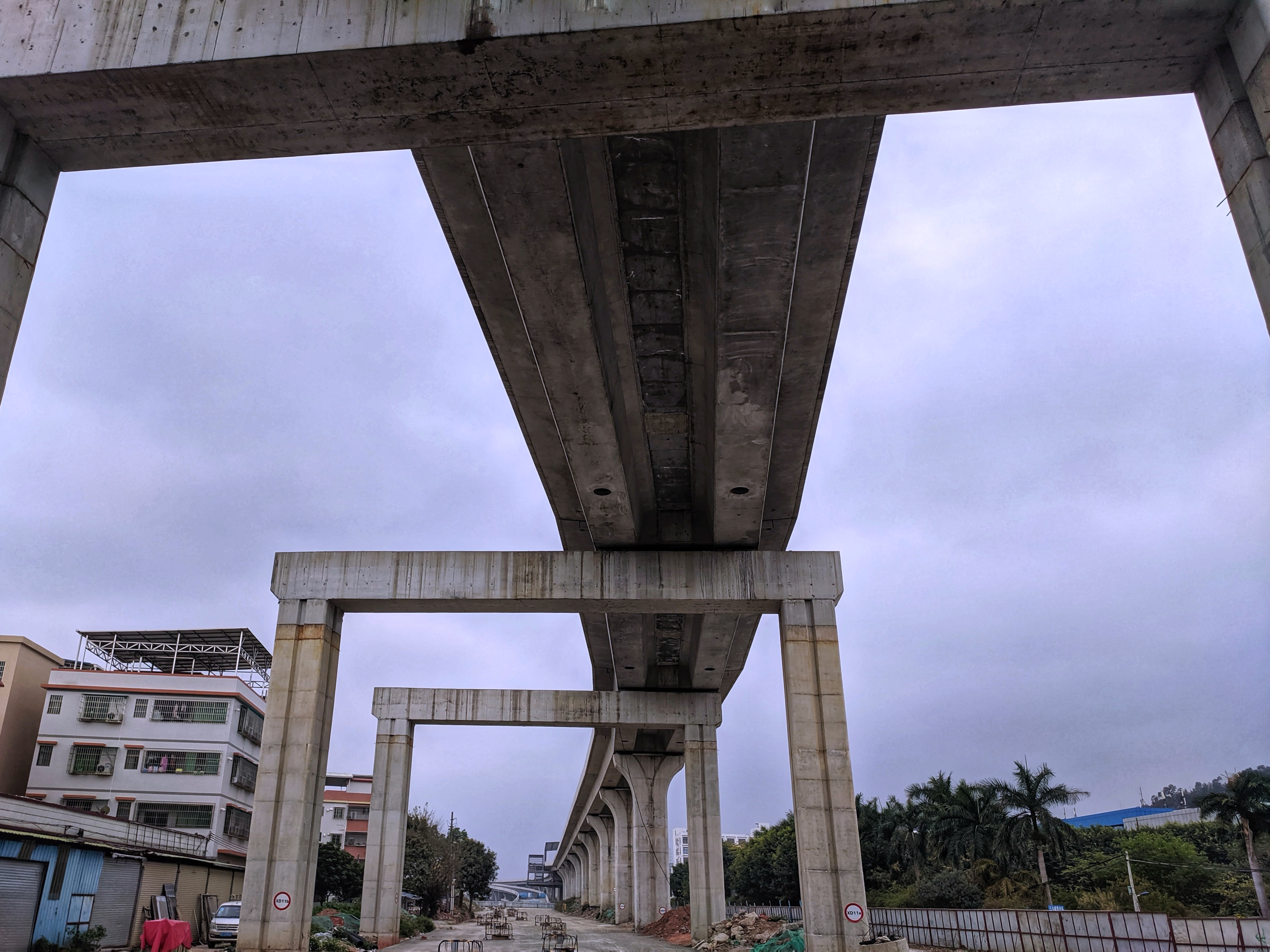
中区站附近的工点（2020年2月）

2012年3月29日，南海新交通项目举行启动仪式。次年9月12日，南海新交通试验段正式动工。
2015年6月，线路地下隧道开始盾构施工。
2017年7月28日，新交通自中车四方采购的首组车辆，在青岛下线。同年9月，作为新交通工程一部分的东平水道特大桥（现名平洲大桥）成功合龙，地下盾构隧道工程亦在该月全线贯通。
2020年10月，南海新交通𧒽岗站至平南站接触网冷滑试验顺利结束。同年12月，电车正式上线调试。
后通段于2022年5月5日开始进行运营调试，首通段由该日起至9月30日提前1.5小时收车以进行配合。该段随后在同年9月20日完成“三权”临时移交，11月3日通过竣工验收。

### 运营

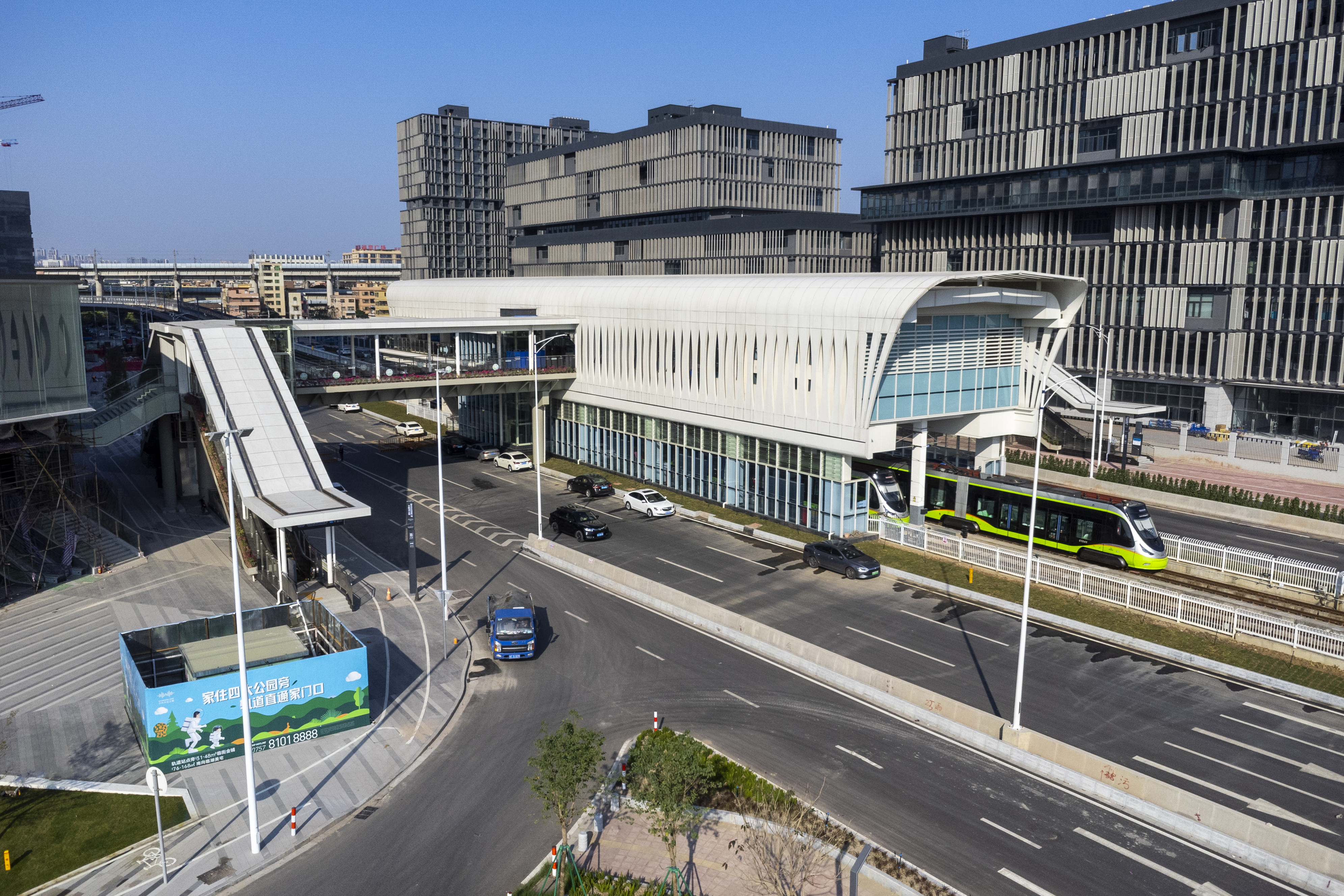
一列电车驶入文瀚湖公园站

因增建文瀚湖站，南海新交通首通段由原定的𧒽岗至林岳北缩短为𧒽岗至三山新城北。随后，当局决定将南海新交通以“南海有轨电车1号线”的名义进行运营。2021年8月18日中午，南海有轨电车1号线首通段正式开通运营。受限于首通段唯一换乘站𧒽岗站未能实现付费区内换乘，且运营商未实施任何虚拟换乘等措施，本线未能接入地铁线网中，只能脱网独立运营。
后通段（三山新城北－林岳东）原规划于2021年底至2022年春节前与佛山地铁2号线同步开通，但受局部征拆工作未完成以及后期增设车站的影响，后通段的工期被迫延迟。2022年11月29日，后通段正式开通运营。因在林岳西站与2号线实现付费区内换乘，本线同日起正式接入地铁线网中，结束脱网运营。

## 车站概况
南海有轨电车1号线全长14.345公里，其中高架线7.619公里，地面线2.641公里（其中利用现有道路桥梁1.060公里），地下线3.725公里，过渡段0.280公里；全线共设15个站，其中地下站4座，地面站4座，高架站7座。
| 车站编号 | 站名                     | 换乘路线                  | 所在地            | 啟用時間          | 车站形式           |
| 南海有轨电车1号线 | 南海有轨电车1号线        | 南海有轨电车1号线         | 南海有轨电车1号线 | 南海有轨电车1号线 | 南海有轨电车1号线  |
| --- | ------------------------ | ------------------------- | ----------------- | ----------------- | ------------------ |
| TNH101 | 𧒽崗                     | 广佛线 GF13[出闸]         | 南海区            | 2021年8月18日     | 地下侧式站台       |
| TNH102 | 华翠路                   |                           | 南海区            | 2021年8月18日     | 地下岛式站台       |
| TNH103 | 夏西                     |                           | 南海区            | 2021年8月18日     | 地下岛式站台       |
| TNH104 | 夏东                     |                           | 南海区            | 2021年8月18日     | 地下岛式站台       |
| TNH105 | 康怡公园                 |                           | 南海区            | 2021年8月18日     | 地面侧式站台       |
| TNH106 | 平西                     |                           | 南海区            | 2021年8月18日     | 高架侧式站台       |
| TNH107 | 平南                     |                           | 南海区            | 2021年8月18日     | 高架侧式站台       |
| TNH108 | 玉器街                   |                           | 南海区            | 2021年8月18日     | 高架侧式站台       |
| TNH109 | 中区                     |                           | 南海区            | 2021年8月18日     | 高架侧式站台       |
| TNH110 | 三山新城北               |                           | 南海区            | 2021年8月18日     | 高架侧式站台       |
| TNH111 | 文翰湖公园（季华实验室） |                           | 南海区            | 2022年11月29日    | 地面侧式站台       |
| TNH112 | 三山新城南               | 4号线                     | 南海区            | 2022年11月29日    | 地面侧式站台       |
| TNH113 | 林岳北                   |                           | 南海区            | 2022年11月29日    | 地面侧式站台       |
| TNH114 | 林岳西                   | 2号线 F225                | 南海区            | 2022年11月29日    | 高架雙島式站台[L2] |
| TNH115 | 林岳东                   | 2号线 F226 [出站]、11号线 | 南海区            | 2022年11月29日    | 高架侧式站台       |
| 註釋 |                          |                           |                   |                   |                    |
| - 以斜體標示的車站及換乘線路尚未開通。 - 出闸 因两线车站付费区现时未能合并，目前需出闸换乘广佛线。 - L2 與地铁2號線共用，其中本线使用內側。 - 出站 因本线车站与地铁车站目前为两个不相连站体，目前需出站换乘2号线。 |                          |                           |                   |                   |                    |
| 论 编 |                          |                           |                   |                   |                    |

### 换乘站
已投入使用

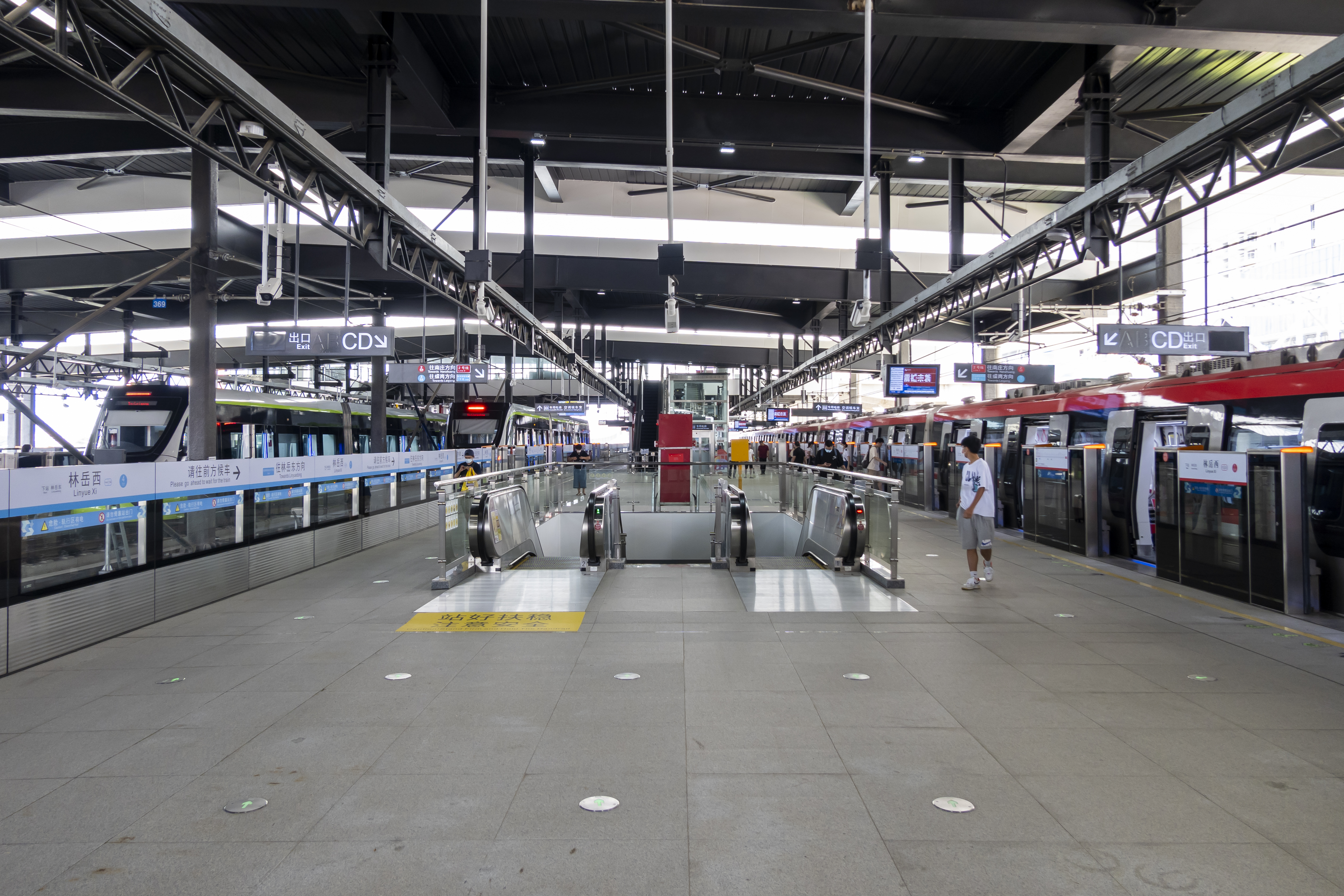
林岳西站可与2号线同台换乘

- 𧒽崗站：换乘广佛线。受週邊商場影響，未能在付费区内建設換乘通道，现时可出闸后通过地下通道换乘。
- 林岳西站：换乘2号线。本站與2號線為双岛四线順向平行換乘，建造時已同步實施。

未投入使用
- 平南站：换乘10号线。10号线为远期线路，预留情况未知。
- 三山新城南站：換乘4号线。本站建造時已同步建设连接4号线地下站厅的换乘通道以及4号线部分车站结构。
- 林岳東站：换乘2号线和11号线。本站与2号线站台并不相连，两线开通初期被标注为两个独立车站，不能换乘。而本站建造时已预留换乘11号线的条件，未来将增建连接11号线地下站厅的换乘通道；待11号线开通后，可通过11号线的地下站厅接驳换乘2号线。

## 行车安排
南海有轨电车开通初期的全天运行时间为6时30分至23时21分，发车间隔为8分钟。
2023年10月9日起，本线提升服务标准。𧒽岗和林岳东开出的首班车提早至6:00始发、新增玉器街站6:00双向始发车次、林岳东开出的末班车延后至22:45开通，使得线路运营时间延长；车辆旅行速度亦有提升。
2025年5月8日起，佛山地铁为降本增效，将本线末班车发车时间提前30分钟，行车间隔亦有所增加。

## 票务
本线路与广佛地铁线网票价一样按照里程分段计价，即起步价为2元，本线的全程票价为5元。本线路虽为有轨电车，但是属于广佛地铁线网中的一部分，与线网其它地铁线路实施统一计费，一票通行。
车站自动售票机支持现金及云闪付、微信、支付宝等移动应用程序购票；进出闸机可使用“佛山地铁”应用程序的乘车码进行扫码入闸。
线路开通初期，乘客入闸后须在60分钟内出闸。后通段开通后，车票有效期限延长至和地铁相同的270分钟。

## 路線特點

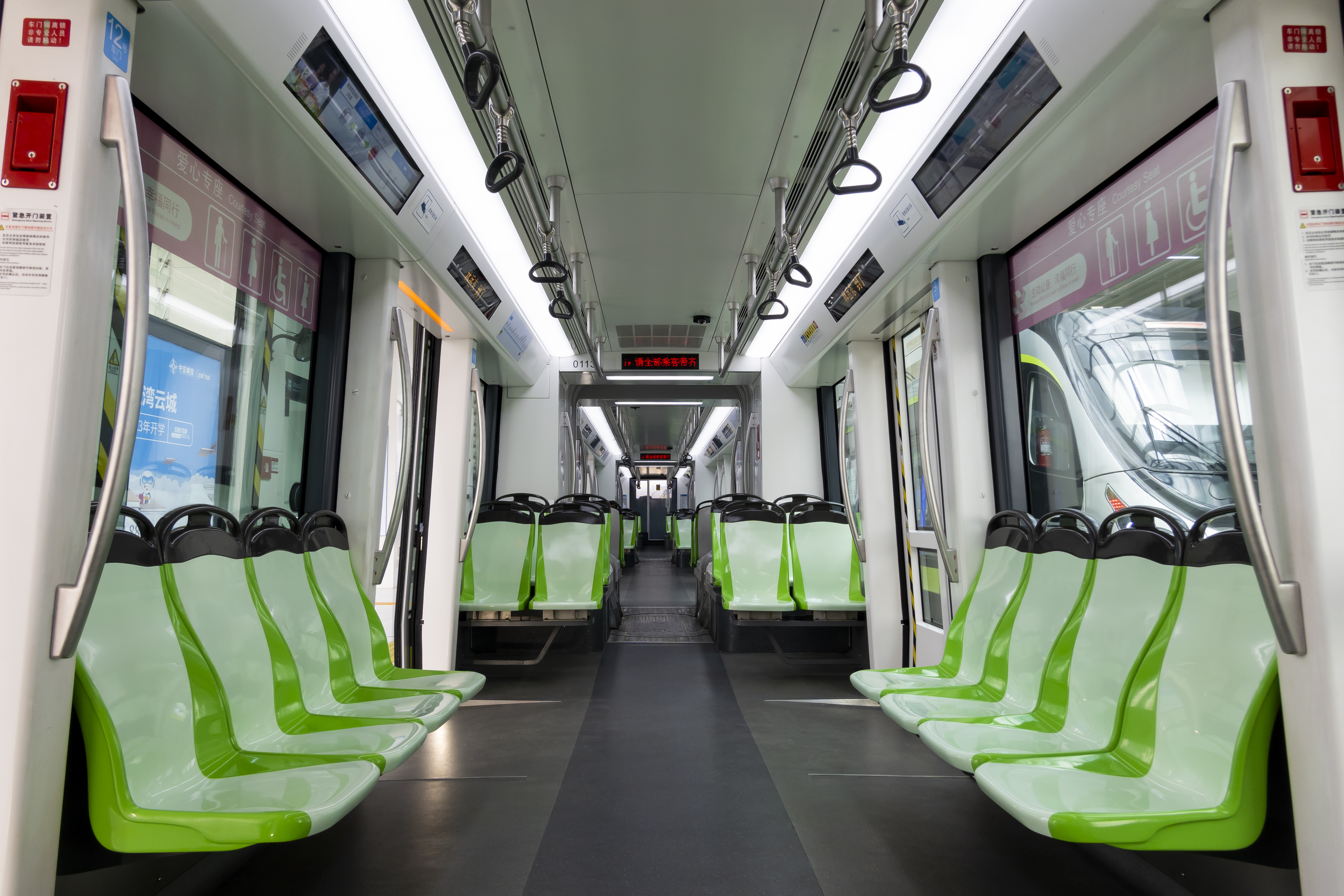
电车内部

中车四方为本线提供16辆三模块的有轨电车。该线是中国大陆首個拥有独立路权的有轨电车系统。相比之下，其他有轨电车系统的列车需要与其他交通方式混用路面，机动车、行人等均有机会侵入轨道范围。而该线通过设置地面、高架和地下线路的方式，有效实现专属路权，即轨道虽然与车道共线，但通过隔离措施，与其他交通方式互不干扰，独享路权，能有效保证运行的安全和准点。
同时，该线各站土建规模和配置接近普通地铁，车站除了设有站厅和站台，地下车站站台更全部设有屏蔽门；也采用类似于普通地铁的封闭收费模式，并配备自动售检票系统。后通段开通后，该线实现接入广佛两地地铁线网，通过付费区连通的换乘模式，实现一票通行两市地铁各站。

## 未來發展
南海有轨电车1号线在未来有望向两端继续延长。有轨1号线在林岳西站将向东延伸3公里至广州南站，目前林岳东至广州南站段正在进行前期研究。此外，南海区亦有计划将有轨1号线由𧒽岗向西延伸1公里，使其与佛山地铁3号线接驳。